# Michael Schulze (Radsportler)
Michael Schulze (* 24. Juni 1966 in Cottbus) ist ein ehemaliger deutscher Radrennfahrer und Juniorenweltmeister im Radsport.

## Sportliche Laufbahn
Schulze begann mit dem Radsport in der BSG Lok Cottbus 1975. Nach seinem Wechsel zum SC Cottbus trainierte er bei Gerd Müller. Er war Spezialist für Kurzstreckenrennen auf der Bahn, insbesondere für den Sprint. Sein größter Erfolg war der Gewinn des Bahn Sprints bei den  UCI-Bahn-Weltmeisterschaften der Junioren 1984 in Frankreich. Nach seinem Übertritt in die Leistungsklasse der DDR gewann er in seinem ersten Jahr bei den Männern den traditionsreichen Grand Prix Framar. Er galt als großes Talent, konnte sich aber letztlich gegen die inländische Konkurrenz von Lutz Heßlich, Bill Huck oder Michael Hübner nicht durchsetzen. Dennoch gewann er im Rahmen seiner Einsätze für die Nationalmannschaft der DDR einige Große Preise für Bahnsprinter wie 1987 den Großen Preis von Polen, den Großen Preis von Tbilissi und die Gesamtwertung des Großen Preises der sozialistischen Länder (der aus mehreren Turnieren in vier Ländern bestand). 1986 siegte er im Sprintwettbewerb im Rahmen des Grand Caracol (später als Cali Grand Prix ausgetragen) in Kolumbien. 1990 gewann er den Großen Preis von Büttgen. Podiumsplätze gelangen ihm bei so traditionsreichen Grand Prix-Turnieren wie dem Grand de Prix Paris (Dritter 1989) oder dem Großen Preis von Kopenhagen (Dritter 1986 und 1990).